# Wilhelm Heckel
Pour les articles homonymes, voir Heckel.
Wilhelm Heckel (né le 25 janvier 1856 à Biebrich ; décédé le 13 janvier 1909 ibidem) était un facteur d'instruments de musique allemand.

## Biographie
Wilhelm Heckel était le fils de Johann Adam Heckel (1812-1877) et d'Elisabeth Heckel, née Steinhauer (1815-1872).
Heckel a appris son métier de facteur d'instrument dans l'entreprise fondée par son père. Après la mort de ce dernier en 1877, il prit la direction de l'entreprise. Wilhelm Heckel rebaptise l'entreprise paternelle du nom de Wilhelm Heckel (Unternehmen) (de) en Wilhelm Heckel Biebrich.
Il réussit à améliorer de manière décisive la qualité sonore réduite du basson Heckel-Almenräder, constatée par rapport aux instruments plus anciens. Le nouveau contrebasson développé par Heckel, mais dont le brevet a été déposé par son employé Friedrich Stritter en 1877, impressionna tellement Richard Wagner qu'il suggéra la construction de l'Heckelphone. Parallèlement à ce nouveau développement, Heckel continua la fabrication renommée de tous les types d'instruments à vent en bois.
En 1889, il dépose le brevet de l'Heckel-Clarina (de), un instrument proche d'un tárogató en métal utilisé par Wagner dans l'acte III de Tristan und Isolde.
En 1907, il invente un nouvel instrument nommé Heckelphon-Klarinette (en), qui est un instrument à anche simple à perce conique, proche d'un saxophone en bois. Cet instrument produit à peu d'exemplaires n'a pas rencontré de succès.
En 1915, Richard Strauss a demandé qu'un heckelphone piccolo (en) en mi bémol soit construit pour sa composition Eine Alpensinfonie. Nommé Terz-Heckelphon, Strauss ne l'a finalement pas utilisé, bien qu'une poignée d'entre eux aient été construits.
De son mariage avec Emma du Fais (1859-1921), fille du secrétaire des chemins de fer Karl du Fais, naquirent trois fils et deux filles, dont Wilhelm Hermann Heckel (de) (1879-1952), son successeur comme facteur d'instruments, et August Heckel (1880-1914).